# Gabriel Moore
Pour les articles homonymes, voir Moore.
Gabriel Moore, né vers 1785 dans le comté de Stokes (Caroline du Nord) et mort le 9 juin 1845 à Caddo (Texas), est un homme politique républicain-démocrate américain. Il est gouverneur de l'Alabama entre 1829 et 1831. Il exerce également les fonctions de représentant puis sénateur du même État.